# Liste der Monuments historiques in Autrey (Vosges)
Die Liste der Monuments historiques in Autrey führt die Monuments historiques in der französischen Gemeinde Autrey auf.

## Liste der Immobilien
| Bezeichnung  | Beschreibung | Standort               | Kennzeichnung | Schutzstatus | Datum          | Bild           |
| ------------ | --- | ---------------------- | ------------- | ------------ | -------------- | -------------- |
| Abtei Autrey | Mitte des 12. Jahrhunderts gegründet, 1789 aufgelöst; Gebäudebestand einschließlich der Abteikirche Notre-Dame aus dem 15. bis 17. Jahrhundert | Rue de l’Abbaye (Lage) | PA00107086    | Classé       | 1911 1931 1955 | weitere Bilder |

## Liste der Objekte
| Bezeichnung                                                    | Beschreibung                                                  | Standort                         | Kennzeichnung | Schutzstatus | Datum | Bild |
| -------------------------------------------------------------- | ------------------------------------------------------------- | -------------------------------- | ------------- | ------------ | ----- | ---- |
| Gemälde Jeanne d’Arc in Domrémy                                | Ölfarbe auf Leinwand, zwischen 1911 und 1918 von Lionel Royer | in der Abtei (Lage)              | PM88001231    | Inscrit      | 2008  |      |
| Gemälde Porträt von Barthélemy-Louis Chaumont de la Galaizière | Ölfarbe auf Leinwand, um 1775                                 | in der Abtei (Lage)              | PM88001229    | Inscrit      | 2008  |      |
| Beichtstuhl                                                    | Holz, 1841                                                    | in der Kirche Notre-Dame (Lage)  | PM88001225    | Inscrit      | 2008  |      |
| Gemälde Ansischt der als Drathzieherei genutzten Abtei         | Ölfarbe auf Leinwand, zwischen 1830 und 1840                  | in der Abtei (Lage)              | PM88001230    | Inscrit      | 2008  |      |
| Skulptur Heiliger Augustinus                                   | Holz, Ende des 17. Jahrhunderts                               | in der Kirche Notre-Dame (Lage)  | PM88000027    | Classé       | 1928  |      |
| Kruzifix                                                       | Holz, Ende des 17. Jahrhunderts                               | in der Kirche Notre-Dame (Lage)  | PM88000028    | Classé       | 1965  |      |
| Skulptur Heiliger Hubertus                                     | Holz, 18. Jahrhundert                                         | in der Kirche Notre-Dame (Lage)  | PM88000030    | Classé       | 1982  |      |
| Skulptur Maria Immaculata                                      | Holz,19. Jahrhundert                                          | in der Kapelle St-Florent (Lage) | PM88000033    | Classé       | 1982  |      |
| Kruzifix                                                       | Holz, farbig gefasst, Ende des 19. Jahrhunderts               | in der Kapelle St-Florent (Lage) | PM88001232    | Inscrit      | 1984  |      |
| Kelch und Patene                                               | Silber, vergoldet, 19. Jahrhundert                            | in der Kapelle St-Florent (Lage) | PM88001233    | Inscrit      | 1984  |      |
| Skulptur Madonna mit Kind                                      | Holz, 18. Jahrhundert                                         | in der Abtei (Lage)              | PM88000029    | Classé       | 1965  |      |
| Skulptur Heiliger Deodatus                                     | Holz, Ende des 16. Jahrhunderts                               | in der Kapelle St-Florent (Lage) | PM88000031    | Classé       | 1982  |      |
| Skulptur Heiliger Urban                                        | Holz, farbig gefasst, Anfang des 16. Jahrhunderts             | in der Kapelle St-Florent (Lage) | PM88000032    | Classé       | 1982  |      |
| Gemälde Porträt von Charles Didot                              | Ölfarbe auf Leinwand, 18. Jahrhundert                         | in der Abtei (Lage)              | PM88001226    | Inscrit      | 2008  |      |
| Gemälde Porträt von Louis d’Esclignac                          | Ölfarbe auf Leinwand, 18. Jahrhundert                         | in der Abtei (Lage)              | PM88001227    | Inscrit      | 2008  |      |
| Gemälde Porträt von Pierre-Antoine Rome                        | Ölfarbe auf Leinwand, 1774 von                                | in der Abtei (Lage)              | PM88001228    | Inscrit      | 2008  |      |